# Ханам (провінція)
Ханам (в'єт. Hà Nam) — провінція у північній частині В'єтнаму, у дельті річки Хонгха. Площа становить 860 км²; населення  — 784 045 жителів (2009, перепис), серед них 782 045 (99,79 %) — етнічні в'єтнамці. Густота населення — 912,86 осіб/км². Адміністративний центр — місто Фулі.

## Сусідні провінції
| В'єтнам | Це незавершена стаття з географії В'єтнаму. Ви можете допомогти проєкту, виправивши або дописавши її. |